# سیمون آبکاریان
سیمون آبکاریان (ارمنی: Սիմոն Աբգարյան; فرانسوی: Simon Abkarian‎؛ زادهٔ ۵ مارس ۱۹۶۲) بازیگر فرانسوی-ارمنی است.

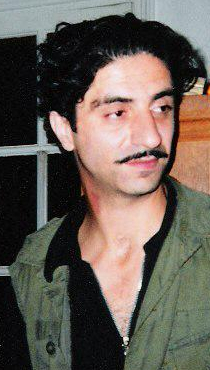

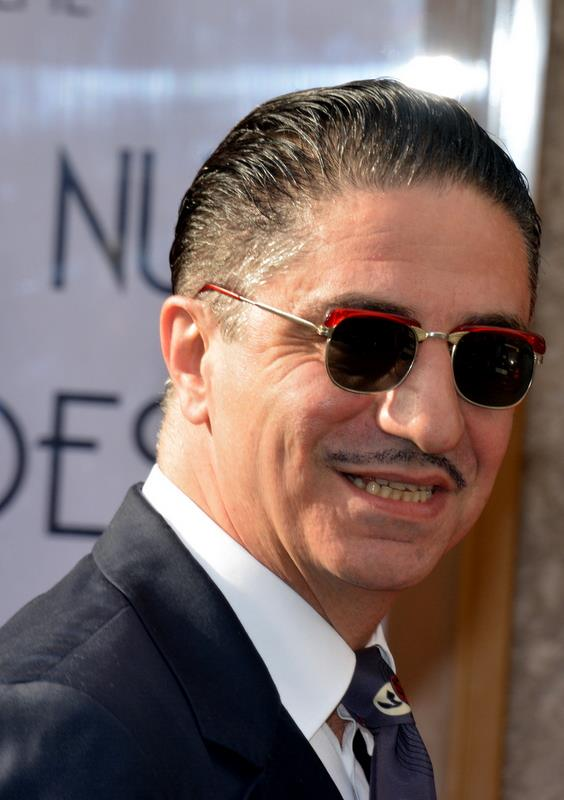

## زندگینامه
وی در شهر گونس ،ول-دوآز متولد شد اما کودکی اش را در لبنان گذراند. وقتی بزرگتر شد به لس آنجلس رفت و به یک گروه تئاتر پیوست. در سال ۱۹۸۵ به پاریس بازگشت. این هنرمند، صداپیشه نیز هست و در انیمیشن پرسپولیس صدای کاراکتر «ابی» متعلق به اوست. وی از سال ۱۹۸۹ میلادی تاکنون مشغول فعالیت بوده‌است.

## بخشی از فیلمشناسی
از فیلم‌هایی که وی در آن نقش داشته‌است می‌توان به آثار زیر اشاره کرد.
- آرارات (۲۰۰۲) در نقش آرشیل گورکی
- حقیقت درباره چارلی (۲۰۰۲) در نقش Lieutenant Dessalines
- آرام (۲۰۰۲) در نقش آرام
- کازینو رویال (۲۰۰۶) در نقش Alex Dimitrios
- مار (۲۰۰۶)
- پیش پا افتاده (۲۰۰۷)
- پرسپولیس (۲۰۰۷ صداپیشه) در نقش پدر مرجان ساتراپی
- استرداد (۲۰۰۷) در نقش سعید عبدالعزیز
- یک روز در موزه (۲۰۰۸) در نقش Gilles Paulin
- خشم (۲۰۰۹)
- سی دقیقه پس از نیمه‌شب (۲۰۱۲) در نقش Detainee on Monitor
- گت: محاکمه ویوین امسالم (۲۰۱۴) در نقش Elisha Amsalem
- برش (۲۰۱۴) در نقش گریگور
- ۱۹۱۵ (۲۰۱۵) در نقش سیمون
- به‌من نگو پسر دیوانه بود (۲۰۱۵)
- اوردرایو (۲۰۱۷) در نقش Jacomo Morier